# Robert Normandeau
Robert Normandeau (11 mars 1955, Québec, Canada) est un compositeur de musique électroacoustique résidant à Montréal, Canada.

## Éléments biographiques
Après des études musicales dans les années 1980 à l'Université Laval et à Montréal, il s'installe dans cette dernière ville et se spécialise en acousmatique (musique sur bande diffusée par un orchestre de haut-parleurs).  Il se voit attribuer plusieurs  prix, notamment le prix CAPAC-Université de Montréal, d'autres récompenses attribuées par des fondations privées, et reçoit des commandes. En 1991, à Montréal, il cofonde avec ses collègues compositeurs Jean-François Denis et Gilles Gobeil la société de concerts Réseaux des arts médiatiques, devenue Akousma.
Il travaille également avec des artistes d'autres disciplines. Il fait aussi du journalisme (SRC, bulletin de la Communauté électroacoustique canadienne, etc.) et enseigne l'acoustique,  l'électroacoustique et l'enregistrement sonore (Université de Montréal),,.

## Citation
« La musique est un art assez traditionnel : apprendre à jouer du violon, ça se fait à peu près de la même manière depuis 1000 ans, sauf que, dans notre domaine particulier, en composition électroacoustique, en musique électronique, technologique, numérique, puisque toutes ces appellations ont été utilisées au fil du temps, on vit la révolution en permanence. En fait, on est plutôt en mutation constante. Notre lutherie, nos outils évoluent en même temps que la science et les technologies.»  Malgré cette citation, Normandeau prône tout de même un certain conservatisme quant à la façon de présenter et parfaire la sonorité d'une pièce acousmatique. 

## Discographie
- Puzzles (empreintes DIGITALes, IMED 0575, 2005)
- Clair de terre (empreintes DIGITALes, IMED 0157, 2001)
- Sonars (Rephlex, CAT 116, 2001)
- Figures (empreintes DIGITALes, IMED 9944, 1999)
- Tangram (empreintes DIGITALes, IMED 9920, 1999)
- Lieux inouïs (empreintes DIGITALes, IMED 9802, 1998)
- Le Petit Prince d'Antoine de Saint-Exupéry (Radio-Canada, MVCD 1091, 1996)
- Tangram (empreintes DIGITALes, IMED 9419/20, 1994)
- Lieux inouïs (empreintes DIGITALes, IMED 9002, 1990)

## Liste d'œuvres
- Bédé (1990)
- Le Cap de la tourmente (1984-85)
- La Chambre blanche (1985-86)
- Chat noir (1995)
- Chorus (2002), bande 16 pistes
- Clair de terre (1999)
- Convergence Radio (1989)
- Éclats de voix (1991)
- Éden (2003), bande 16 pistes
- Électre suite (2000)
- Ellipse (1999)
- L'Envers du temps (1998, 2000), guitare et bande
- Erinyes (2001)
- Erinyes pour Lucie (2005), système interactif; chorégraphie de Lucie Grégoire
- Figures de rhétorique (1997), bande et piano
- The Flautist (2001)
- Fragments (1992)
- Hamlet-Machine with Actors (2003), bande 16 pistes
- Jeu (1989)
- Jeu blanc (2001), bande et flûte
- Kuppel (2006)
- Malina (2000)
- Matériau pour Médée (2005)
- Matrechka (1986)
- Mémoires vives (1989)
- Musique holographique (1984-85)
- Palimpseste (2005, 06)
- Palindrome (2005-06)
- Le Petit Prince (1994)
- Puzzle (2003), bande 16 pistes
- Le Renard et la rose (1995)
- Rumeurs (Place de Ransbeck) (1987)
- Spleen (1993)
- StrinGDberg (2001-03), bande 16 pistes
- Tangram (1992)
- Tropes (1991)
- Venture (1998)

## Distinctions
1999 : Prix Opus pour « Compositeur de l’année »
1999 : Prix Opus pour « Disque de l’année 1999 »
2002 et 2005 : Deux Masques pour la meilleure musique de théâtre remis par l’Académie québécoise du théâtre